# Synaptic
Synaptic — графический интерфейс для системы управления пакетами Advanced Packaging Tool (APT) или проекта Debian а также варианта apt-rpm, используемого в дистрибутивах Conectiva и других.

## Основные функции
- Установка пакетов
- Удаление пакетов
- Обновление отдельных пакетов
- Обновление всей системы (dist-upgrade)
- Поиск пакетов
- Ведение списка используемых репозиториев (sources.list)